# كلايتون (ويسكونسن)
كلايتون (بالإنجليزية: Clayton (town), Wisconsin)‏ هي بلدة تقع في مقاطعة بولك (ويسكونسن) بولاية ويسكونسن في الولايات المتحدة. تبلغ مساحتها 87.6 (كم²)، وترتفع عن سطح البحر  م، بلغ عدد سكانها 912 نسمة في عام 2000 حسب إحصاء مكتب تعداد الولايات المتحدة .

## وصلات خارجية
- The US50 - Cities and Towns in Wisconsin State
- Wisconsin Cities and Towns, Facts, Map, Flag, Colleges, Government, and More